# Sour Lake
Sour Lake est une ville située au sud du comté de Hardin  au Texas, aux États-Unis,. La ville est fondée vers 1835.

## Démographie
Lors du recensement de 2010, la ville comptait une population de 1 813 habitants. Elle est estimée, en 2016, à 1 832 habitants.

### Source de la traduction
- (en) Cet article est partiellement ou en totalité issu de l’article de Wikipédia en anglais intitulé « Sour Lake, Texas » (voir la liste des auteurs).